# Trainline
Trainline (voorheen Thetrainline.com) is een Brits digitaal platform voor de verkoop van trein- en bustickets, actief in heel Europa. Het bedrijf verkoopt treinkaartjes en heeft een reisplanner met actuele treintijden, via haar website en mobiele apps (iOS- en Android). Het bedrijf staat genoteerd op de Londense beurs en is deel van de FTSE 250 Index.

## Geschiedenis
The Trainline werd in 1997 opgericht door de Virgin Group en in 1999 startte het met online ticketverkoop. Het werd geëxploiteerd onder contract door Capgemini. Stagecoach kocht later 49% van de aandelen. In februari 2004 fuseerde Trainline met Qjump, haar belangrijkste concurrent.
Het bedrijf werd in januari 2015 door haar toenmalige eigenaar Exponent verkocht aan KKR.
In augustus 2015 maakte het bedrijf bekend dat het haar naam had veranderd van thetrainline.com naar Trainline.
In 2016 nam het bedrijf haar Franse sectorgenoot Captain Train (Capitaine Train) over en hernoemde het naar Trainline EU. Het bedrijf noemde zich daarmee de nieuwe Europese marktleider in de verkoop van treintickets, met tickets van 36 vervoerders in 22 landen.
In juni 2019 werd het bedrijf geïntroduceerd op de beurs van Londen.
In 2024 verklaarde het bedrijf trein- en buskaartjes te verkopen van meer dan 200 vervoerders in 40 landen.

## Activiteiten
Naast de onlinediensten die rechtstreeks aan eindklanten worden geleverd onder de eigen merken Trainline en Qjump, verzorgt het bedrijf websitediensten voor een aantal Britse spoorwegondernemingen. Daarnaast levert het een zakelijke treinreisservice rechtstreeks aan een aantal grote ondernemingen, reisbureaus en reisagenten. Trainline biedt ook een callcenterdienst aan een aantal van de hierboven genoemde klanten.
Anno 2025 verkoopt het bedrijf geen treinkaartjes van de NMBS wegens de lage commissie die dit bedrijf voorziet voor onafhankelijke verkopers.